# Теклівка (Кам'янець-Подільський район)
Теклі́вка — село Кам'янець-Подільського району Хмельницької області.

## Назва
Названо на честь колишньої власниці села Ріпинців Теклі (Фекли) Аксамитович.

## Географія
Подільське село Теклівка розташовано у невеликому природному видолинку. У всі сторони села простяглися угіддя полів та пасовищ. Теклівка знаходиться на південний схід від адміністративного центру, села Оринин, на відстані 4 км. Відстань до районного центру, міста Кам'янець-Подільський, і до залізничної станції у цьому місті — 16 км. Площа Теклівки становить 45 га.

### Клімат
Теклівка знаходяться в межах вологого континентального клімату із теплим літом, у так званому «теплому Поділлі». Але діяльність людини досить часто призводить до екоциду, поганих змін та глобального потепління. Рівень наповнення річок водою по області становить лише 20 % від необхідного стандарту, значна частина земної поверхні стає посушливою. Для покращення ситуації варто було б проводити ревайлдинг, відновлювати екосистеми та лісові насадження.

## Історія
Село Теклівка було засновано у XVIII столітті і названо на честь власниці Ріпинців Теклі (Фекли) Аксамитович, вродженої Вітте. Теклівка складала разом із Ріпинцями одне землеволодіння.
Внаслідок поразки визвольних змагань на початку XX століття, село надовго окуповане російсько-більшовицькими загарбниками.
Радянська окупація принесла колективізацію та розкуркулення, мешканці села зазнали репресій.
В 1932–1933 селяни села пережили голодомор.
З 1991 року в складі незалежної України.
Протягом двох сезонів, 2002 та 2003 року, біля села Теклівка (за 1 км східніше від села в урочищі «Корчма») науковцями-археологами Кам'янець-Подільського національного університету імені Івана Огієнка під керівництвом Іона Винокура досліджувалась група з чотирьох курганів ранньоскіфського часу (VII — VI ст. до н. е.), знахідки з яких дають змогу вченим зробити висновки про рівень життя, особливості поховальних обрядів, побут і звичаї та контакти місцевого населення як зі сходом, так і із заходом.
24 грудня 2019 року шляхом об'єднання сільських рад Кам'янець-Подільського району село увійшло до складу Орининської сільської громади, до цього органом місцевого самоврядування була Орининська сільська рада.

## Населення
1893 року тут нараховувалося 21 двір і 126 жителів.
На 1 січня 2007 року населення становило 27 осіб.

## Охорона природи
Село лежить у межах національного природного парку «Подільські Товтри».

## Галерея

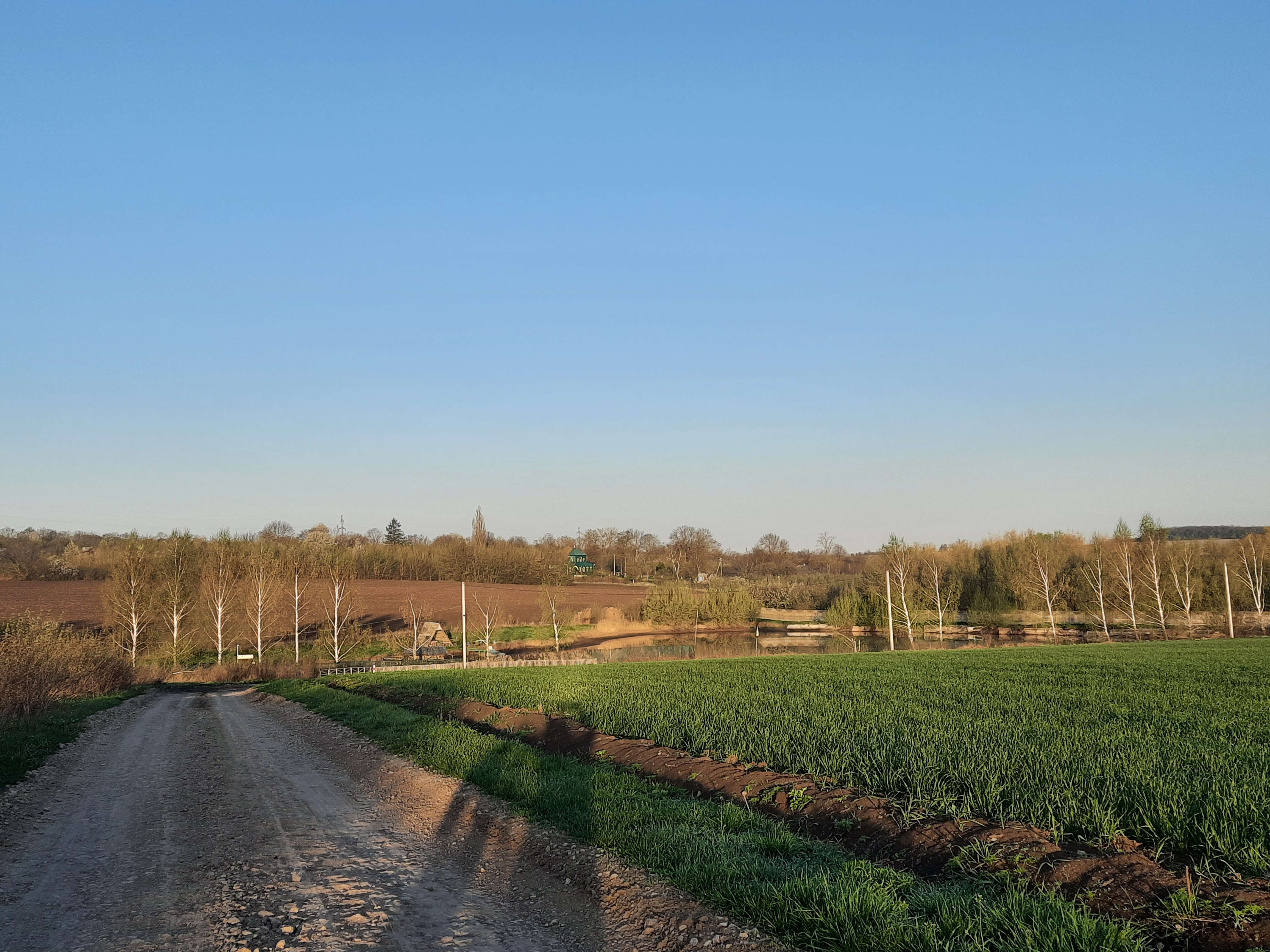
Вигляд на село
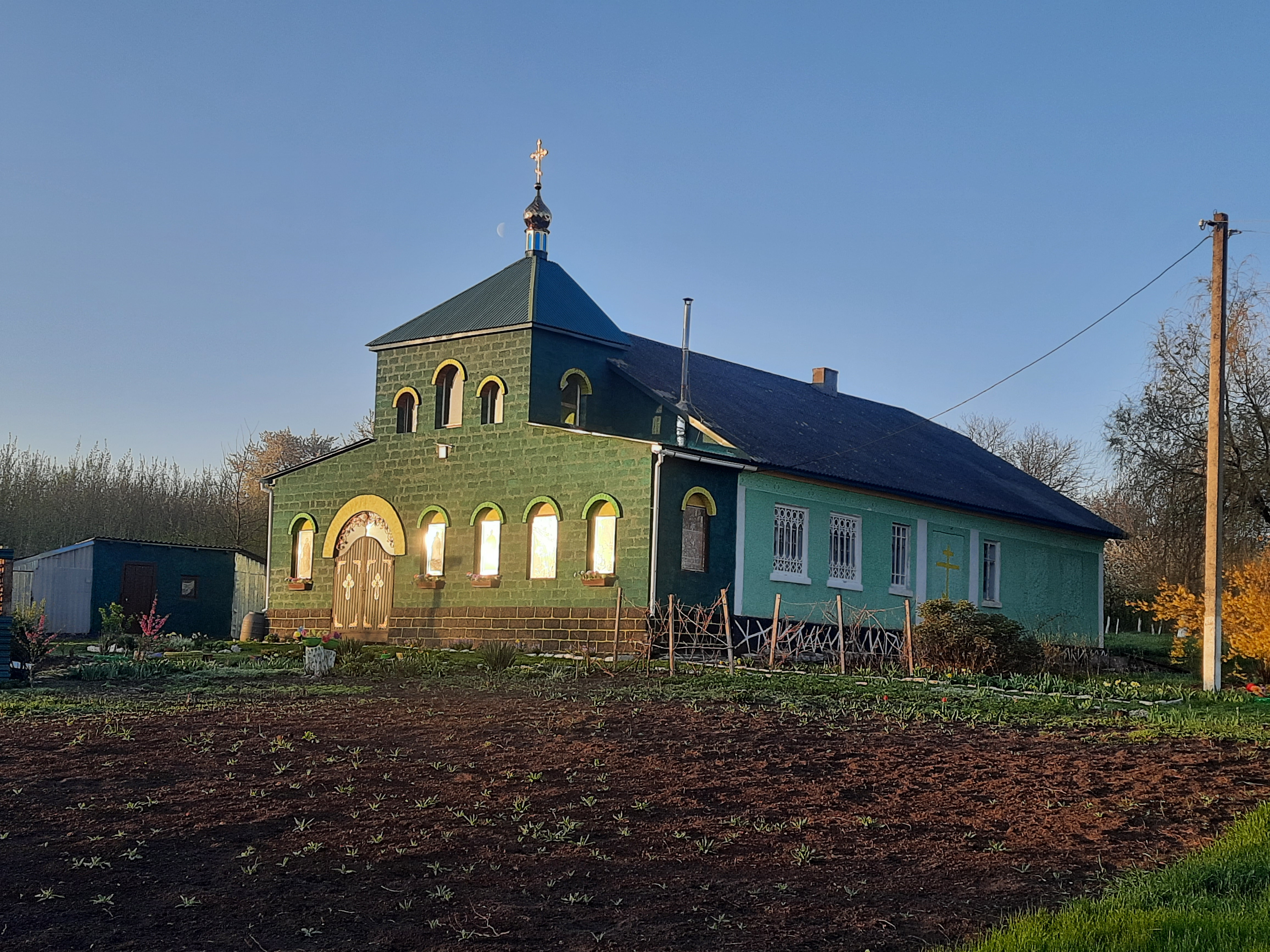
Сільська церква
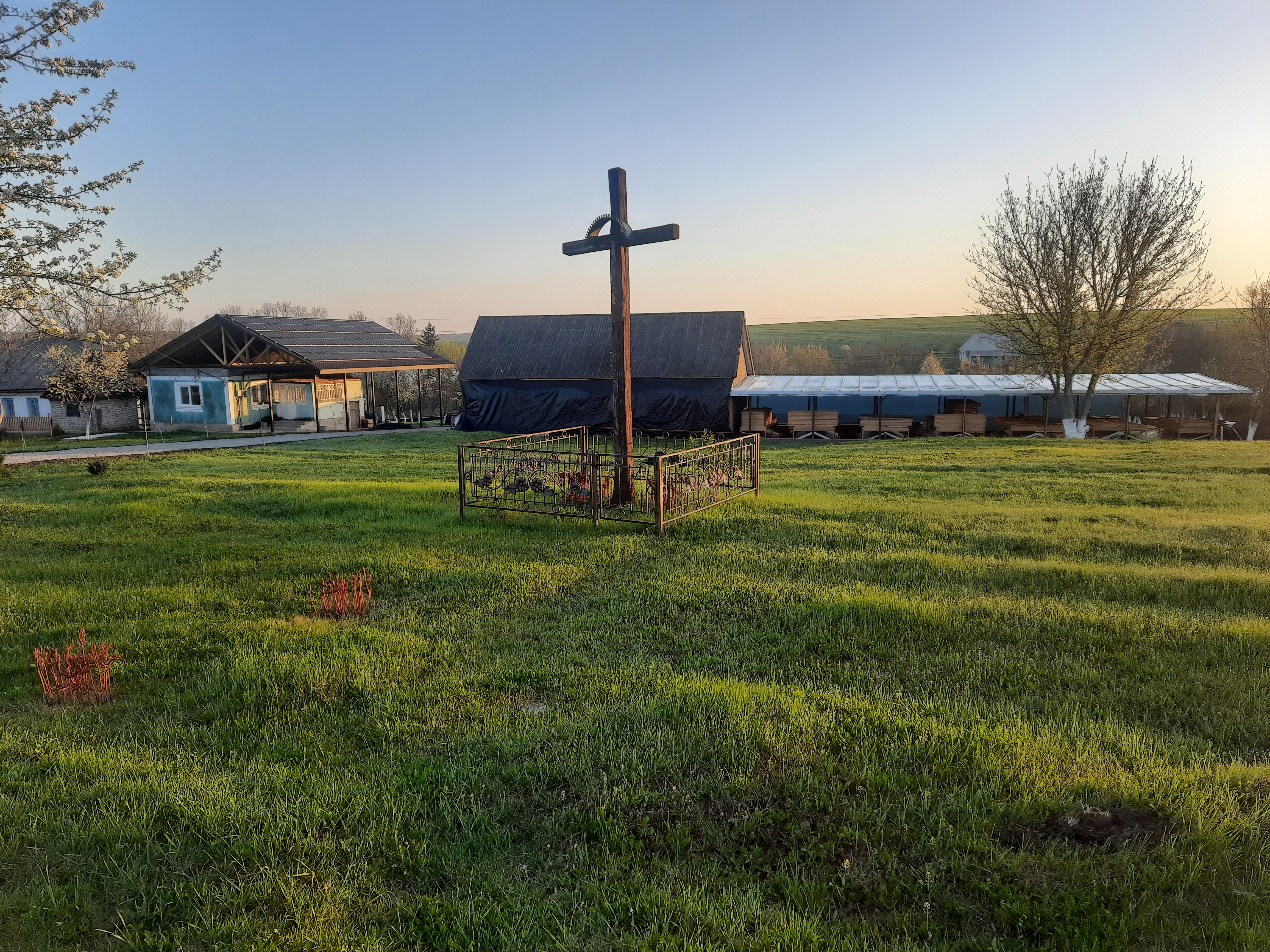
Пам'ятний хрест
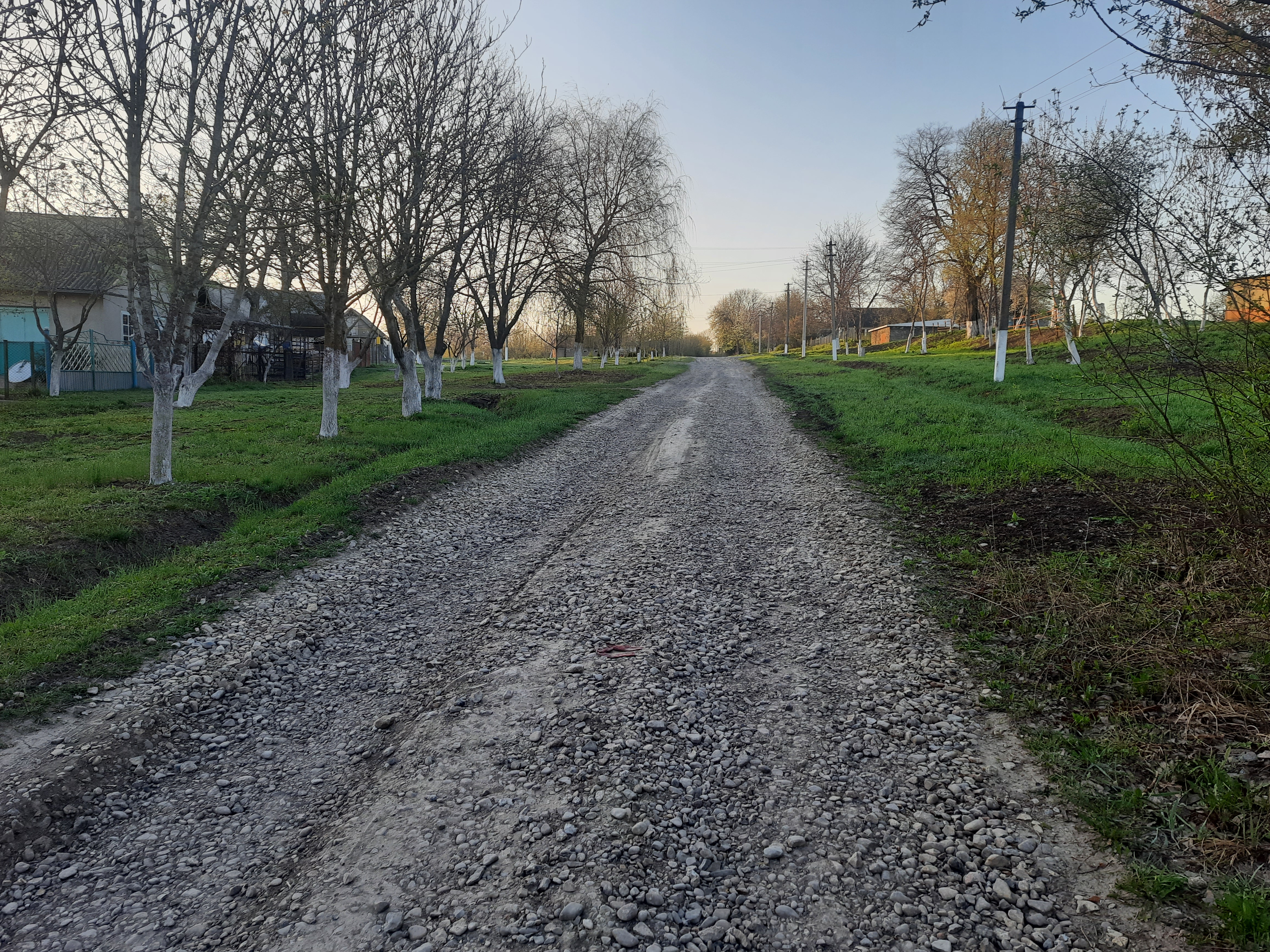
Сільська вулиця
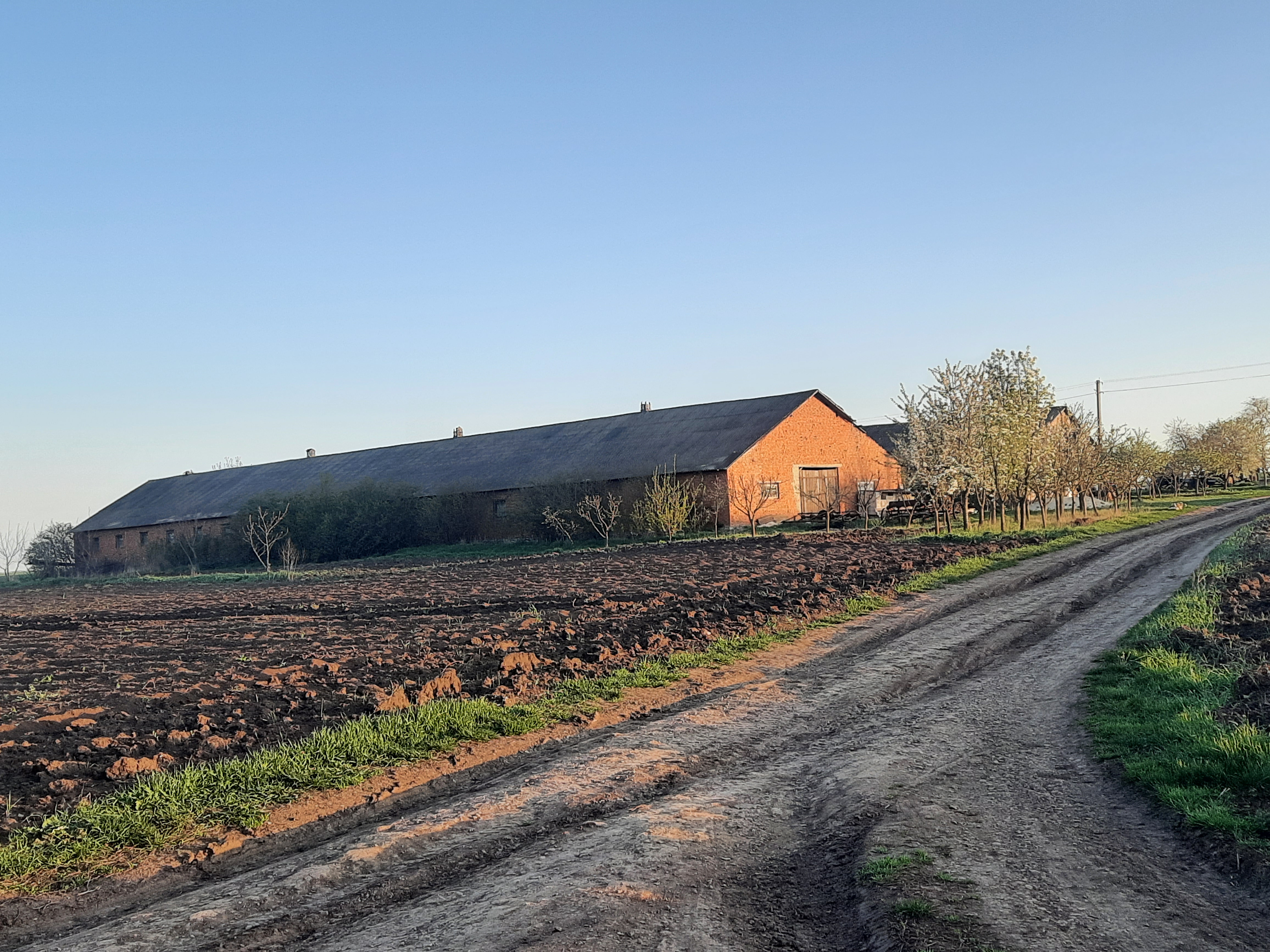
Господарська будівля
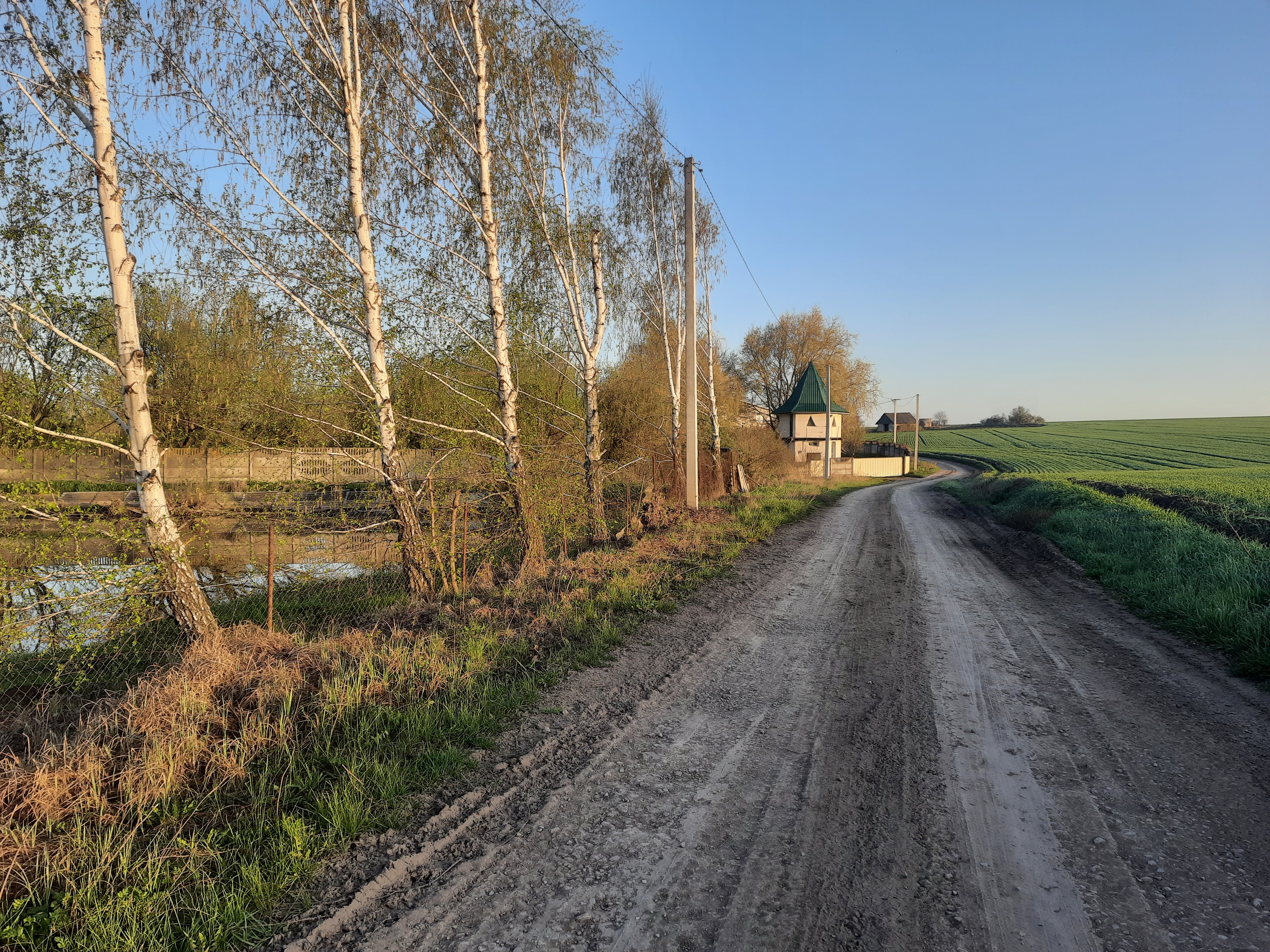
Сільський пейзаж
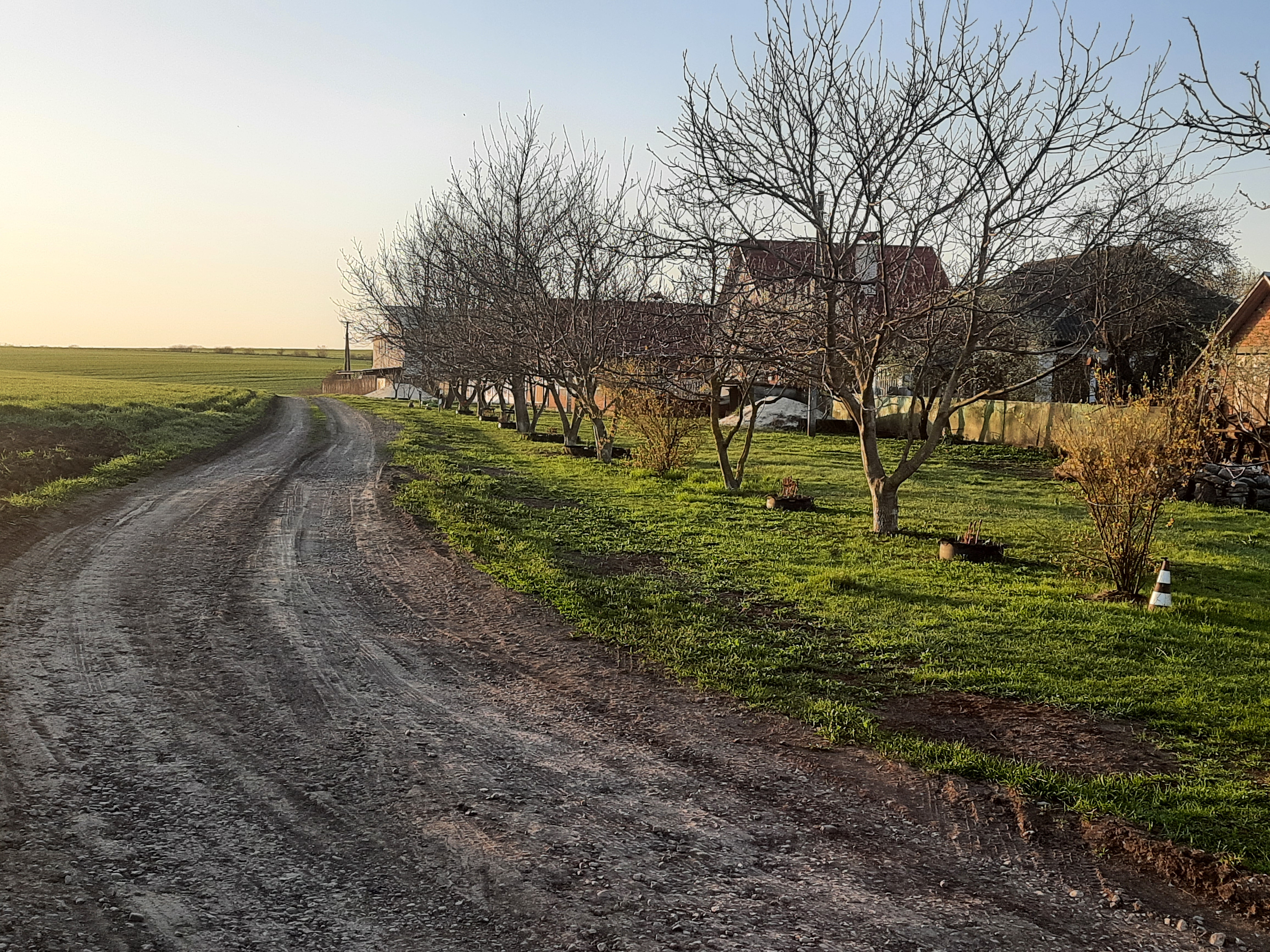
Околиця села
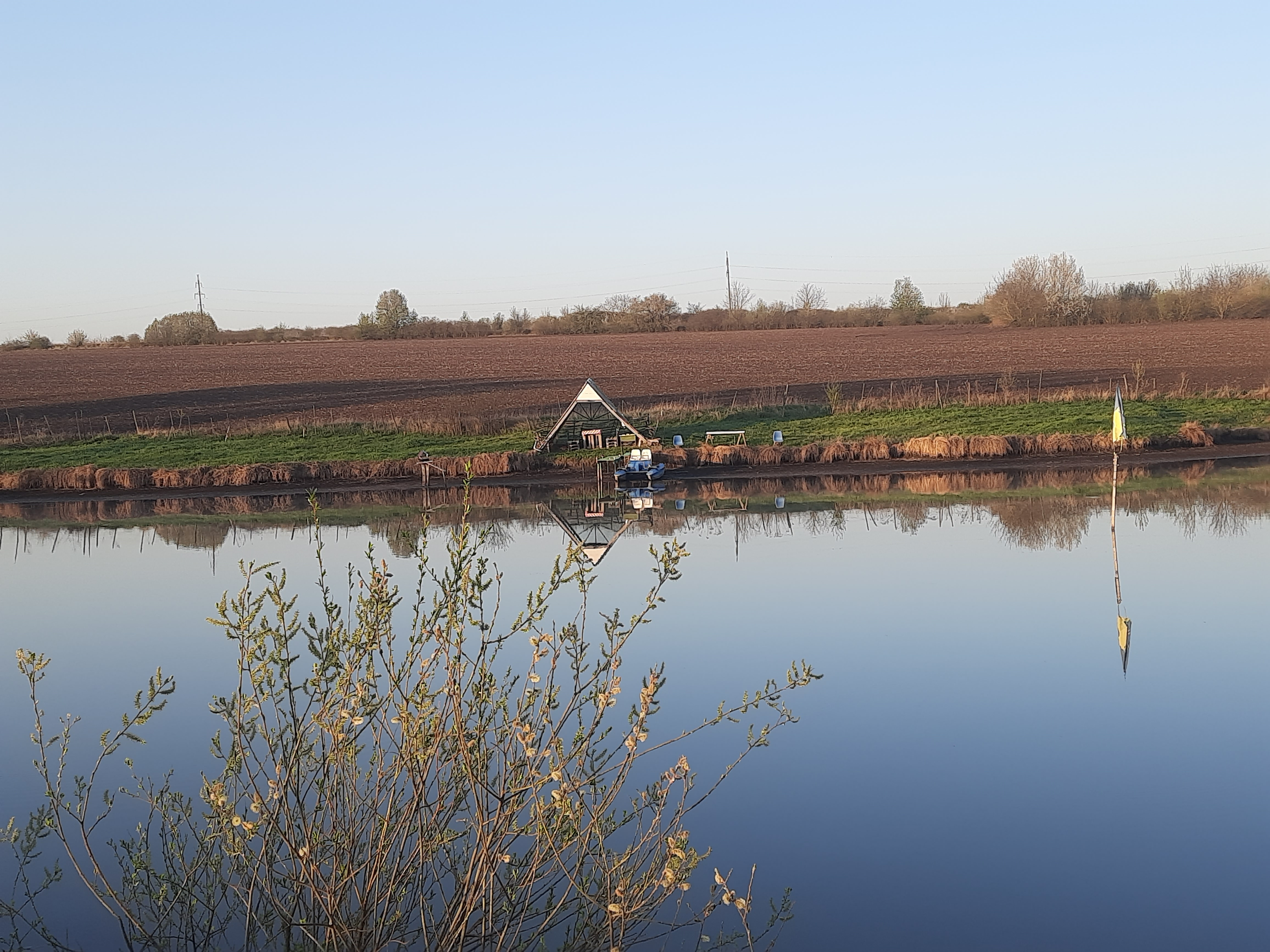
Став біля села